# الإمارات العربية المتحدة في الألعاب البارالمبية الصيفية 2016
الإمارات العربية المتحدة في الألعاب البارالمبية الصيفية 2016- شاركت دولة الإمارات العربية المتحدة في دورة الألعاب البارالمبية الصيفية 2016م، والتي أقيمت في ريو دي جانيرو بالبرازيل في الفترة من 7 سبتمبر إلى 18 سبتمبر 2016 بمجموعة من الرياضيين. والذين استطاعوا الحصول على عدد 7 ميداليات متنوعة (2 ذهبية و4 فضية وميدالية برونزية) وهو يمثل العدد الأكبر في عدد الميداليات التي حصلت عليها الإمارات العربية المتحدة في دورة واحدة خلال مشاركاتها البارالمبية.

## تصنيفات الإعاقة
اللاعبون المشاركون في الألعاب البارالمبية يتم تصنيفهم وفقًا لواحدة من خمس فئات للإعاقة؛ البتر، والذي قد يكون بسبب حالة خلقية، أو ربما تكون ناجمة عن إصابة أو مرض؛ الشلل الدماغي؛ رياضيو الكراسي المتحركة ، وغالبًا ما يكون هناك تداخل بين هذه الفئات وفئات أخرى؛ وهناك أيضًا ضعف البصر ، بما في ذلك العمى ؛ Les autres ، التقزم أو التصلب المتعدد .   ولكل رياضة بارالمبية تصنيفاتها الخاصة، والتي تعتمد على المتطلبات البدنية المحددة للمشاركة. يتم إعطاء الرياضات رمزًا مكونًا من أرقام وحروف، يصف نوع الحدث الرياضي ويصنف من خلاله الرياضيين المتنافسين. تقسم بعض الرياضات، مثل ألعاب القوى ، الرياضيين حسب فئة وشدة إعاقتهم، بينما تجمع رياضات أخرى، مثل السباحة ، المتنافسين من فئات مختلفة معًا، ويكون الفصل الوحيد على أساس شدة الإعاقة. 

## أصحاب الميداليات
حصل الوفد الإماراتي على الميداليات التالية:
| الاسم                   | رياضة       | الحدث                                 |
| ----------------------- | ----------- | ------------------------------------- |
| ذهبية                   |             |                                       |
| محمد حمادي              | ألعاب القوى | 800 متر رجال T34                      |
| محمد خميس خلف           | رفع الأثقال | 88 كجم رجال                           |
| فضية                    |             |                                       |
| نورا الكتبي             | ألعاب القوى | رمي الجلة- سيدات F32                  |
| عبد الله سلطان العرياني | الرماية     | بندقية هوائية 10 متر رجال SH1         |
| عبد الله سلطان العرياني | الرماية     | بندقية 50 متر رجال ثلاثية الأوضاع SH1 |
| عبد الله سلطان العرياني | الرماية     | بندقية 50 متر مختلط في وضعية الانبطاح |
| برونزية                 |             |                                       |
| سارة السناني            | ألعاب القوى | رمي الجلة- سيدات F33                  |

## ألعاب القوى
تنافس عدد من الرياضيين من دولة الإمارات العربية المتحدة على التأهل إلى دورة الألعاب الأولمبية 2016م بالبرازيل. وكان جانب من برامجهم التأهيلية المشاركة في مسابقة الجائزة الكبرى لألعاب القوى IPC 2014. وكان من بين هؤلاء الرياضيات البطلة البارالمبية لعام 2004 ، وحاملة الرقم القياسي العالمي حمدة الحسني، والتي كانت تعاني من مرض الصرع منذ أن كانت في الثانية من عمرها. ومن بين الرياضيات الإماراتيات الأخريات اللواتي يخوضن برامجهن التأهيلية لهذا الحدث سهام الرشيدي وعائشة الخالدي . وسهام الرشيدي هي عضو في نادي دبي للمعاقين ، كما أنه سبق لها المشاركة في دورة الألعاب البارالمبية الصيفية 2012م بلندن . كما أن عائشة الخالدي هي ايضًا عضو في نادي خورفكان، وقد شاركت في بطولة العالم لألعاب القوى لذوي الإعاقة 2013. 
والبطلة البارالمبية ثريا الزعابي، عد أول امرأة تمثل الإمارات العربية المتحدة في الألعاب البارالمبية، وذلك عندما مثلت البلاد في عام 2008، وحاولت التأهل إلى ريو في بطولة العالم لألعاب القوى لذوي الإعاقة 2015 في الدوحة في منافسات رمي الرمح ودفع الجلة. وبدأت ثريا الزعابي ممارسة الرياضة وهي في سن 29 عامًا من عمرها، وذلك بعد إصابتها بسكتة دماغية. 
وقد أرسلت الإمارات العربية المتحدة رياضيين إلى دورة الألعاب العالمية للاتحاد الدولي لرياضة الكراسي المتحركة ومبتوري الأطراف لعام 2015م، والتي أقيمت في سوتشي، بروسيا كجزء من برامجهم التأهيلية لعام 2016. 

## الرماية
كانت الفرصة الأولى للتأهل للرماية في ألعاب ريو بالبرازيل، في بطولة العالم للرماية لذوي الإعاقة 2014م في سوهل. واستطاعت الإمارات العربية المتحدة الحصول على مقعد مؤهل في هذه المسابقة، وذلك من خلال الجولة السابعة في مسابقة البندقية 50م 3 أوضاع رجال SH1، والتي أسفرت عن فوز عبيد الدهماني بالميدالية البرونزية. كما أن عبدالله سلطان العرياني منح الإمارات المركز الثاني في سباق ريو في الجولة الثالثة– حدث 10 ملم لبندقية الهواء المضغوط Prone Mix SH1. وهناك أيضًا عبدالله سيف العرياني الذي منح بلاده المركز الثالث في ريو بعد حصوله على المركز السادس– مسابقة الرماية بالبندقية 50 متر في وضعية الانبطاح المختلطة SH1.   
وجاءت الفرصة الثالثة للتأهل المباشر للرماة إلى دورة الألعاب البارالمبية في ريو ، وذلك من خلال بطولة كأس العالم للرماية البارالمبية 2015م، والتي أقيمت في سيدني بأستراليا. في هذه المسابقة، حصل سيف النعيمي على مقعد تأهيلي للإمارات من خلال مسابقة البندقية المختلطة 50 متر في وضع الانبطاح SH1 R6.  